# Zarečica
Zarečica – wieś w Słowenii, w gminie Ilirska Bistrica. W 2018 roku liczyła 119 mieszkańców.